# Andrew Davenport
Andrew Davenport, född 1965 är en engelsk producent, skribent, kompositör och skådespelare som specialiserat sig på att skapa TV-program för små barn. Han är känd för bl.a. Teletubbies, Månemin och I drömmarnas trädgård.